# Фредерік Чарльз Стіл
Фредерік Чарльз Стіл (англ. Frederick Charles Steele, 6 травня 1916, Сток-он-Трент — 23 квітня 1976, Ньюкасл-андер-Лайм) — англійський футболіст, що грав на позиції нападника, зокрема за клуб «Сток Сіті», а також національну збірну Англії. По завершенні ігрової кар'єри — тренер.

## Клубна кар'єра
Народився 6 травня 1916 року в місті Сток-он-Трент. Вихованець футбольної школи клубу «Сток Сіті», до якої портапив у 15-ріному віці. Уклав свій перший професійний контракт із клубом у 1933 і, попри юний вік, швидко став одним з основних нападників команди. В сезоні 1936/37 встановив рекорд «Сток Сіті» за кількістю голів за сезон (33), що дозволило йому також стати найкращим бомбардиром Першого англійського дивізіону. Утім невдовзі отримав важку травму коліна, через яку не міг демонструвати звично високий рівень гри, почав страждати на депресію, а у 1939 року взагалі оголосив про завершення футбольної кар'єри, у віці лише 23 років. Проте його психологічний стан швидко покращився і він повернувся на футбольне поле, проте ненадовго, оскільки футбольні змагання в Англії було припинено невдовзі після початку Другої світової війни.
Під час війни виступав за низку команд у турнірах воєнного часу, а після її завершення прийняв пропозицію попрацювати влітку 1946 року тренером ісландської команди «КР Рейк'явік». Перебуваючи в Ісландії, був також запрошений керувати діями місцевої національної збірної 17 липня у її першій офіційній грі проти збірної Данії.
У серпні 1946 року повернувся до «Сток Сіті», який саме готувався до відновлення футбольних змагань, і відіграв за рідну команду ще три сезони. Загалом провів у її формі 224 матчі англійської першості, в яких 140 разів відзначався голами.
Протягом 1949—1951 років був граючим тренером команди «Менсфілд Таун». 
Наприкінці 1951 року перейшов на аналогічну позицію у клубі «Порт Вейл». За два роки 37-річний нападник завершив ігрову кар'єру і зосередився на тренерській роботі. В сезоні 1953/54 привів «Порт Вейл» до перемоги у Третьому дивізіоні (Північ) англійського чемпіонату. На початку 1957 року пішов у відставку після 13 поразок у 17 матчах.
Його наступником на тренерському містку «Порт Вейла» став Норман Лоу, якому не вдалося зберегти команду у Другому дивізіоні, а згодом його декілька спроб повернутися на другий рівень футбольної пірміди Англії були невдалими. Тож у жовтні 1962 року керівництво клубу запросило Стіла повернутися на посаду головного тренера команди. Його другий період роботи з нею протривав до початку 1965 року, за цей період було зроблено декілька достатньо дорогих трансферів, які не привели до суттєвого покращання ані гри, ані результатів.
Помер 23 квітня 1976 року на 60-му році життя.

### Тренерська статистика
| Команда         | З              | До             | Статистика | Статистика | Статистика | Статистика | Статистика |
| Команда         | З              | До             | І          | В          | Н          | П          | % В        |
| --------------- | -------------- | -------------- | ---------- | ---------- | ---------- | ---------- | ---------- |
| «Менсфілд Таун» | 1 серпня 1949  | 24 грудня 1951 | 123        | 61         | 31         | 31         | 49,59      |
| «Порт Вейл»     | 24 грудня 1951 | 15 січня 1957  | 246        | 100        | 73         | 73         | 40,65      |
| «Порт Вейл»     | 1 жовтня 1962  | 28 лютого 1965 | 123        | 43         | 32         | 48         | 34,96      |
| Разом           | Разом          | Разом          | 498        | 207        | 137        | 154        | 41,57      |

## Виступи за збірну
1936 року дебютував в офіційних матчах у складі національної збірної Англії. Протягом кар'єри у національній команді, яка тривала менше року, провів у її формі 6 матчів, встигнувши забити 8 голів.

## Титули і досягнення
- Найкращий бомбардир Футбольної ліги Англії (1):

1936/37 (33 голи)